# پاتریشا بلر
 پاتریشا بلر (انگلیسی: Patricia Blair؛ ۱۵ ژانویهٔ ۱۹۳۳ – ۹ سپتامبر ۲۰۱۳) هنرپیشه اهل ایالات متحده آمریکا بود.